# سی و سومین دوره کتاب سال جمهوری اسلامی ایران
سی و سومین دوره جایزه کتاب سال جمهوری اسلامی ایران ۱۸ بهمن ۱۳۹۴ در تالار وحدت تهران برگزار شد، در مراسم اختتامیه این دوره حسن روحانی، ریاست جمهوری اسلامی ایران، علی جنتی، وزیر فرهنگ و ارشاد اسلامی، سیدعباس صالحی، معاون فرهنگی وزیر ارشاد، مجید غلامی جلیسه، مدیرعامل مؤسسه خانه کتاب، سیدرضا صالحی‌امیری مشاور رئیس جمهوری و رئیس سازمان اسناد و کتابخانه ملی جمهوری اسلامی ایران، علیرضا مختارپور، دبیرکل نهاد کتابخانه‌های عمومی کشور، محمدعلی مهدوی راد، دبیر علمی جایزه کتاب سال، محسن جوادی، دبیر علمی جایزه جهانی کتاب سال حضور داشتند.
این دوره جایزه کتاب سال با فراخوان بیش از ۶ هزار ناشر، دو هزار و ۵۰۰ داور و ۶ هزار و ۵۶۴ شخصیت و اهل قلم آغاز شده بود، با ارسال پنج هزار و ۳۸۵ کتاب به دبیرخانه برگزار شد و در نهایت از میان ۲۲۴ کتاب راه‌یافته به مرحله نهایی با داوری ۸۹۶ داور، ۱۰ کتاب برگزیده و ۳۰ اثر شایسته تقدیر شناخته شدند.

## برگزیدگان
الف) کلیات
فهرستنویسی
۱. فهرست کتابهای فارسی‌شده چاپی، پژوهش و تدوین: فرشته ناصری، مهین فضائلی جوان، محمدکریم رحمانیپور و حمزه کاهانی، زیر نظر: سیدمحسن ناجی نصرآبادی، مشهد: بنیاد پژوهش‌های اسلامی، ۱۳۹۳، ۸ ج.
ب) دین
فقه و اصول
۲. أنوار الفقاهه، تألیف حسن‌بن‌جعفر کاشف‌الغطاء، تحقیق: المرکز العالی للعلوم و الثقافه، مرکز احیاء التراث الاسلامی، قم: پژوهشگاه علوم و فرهنگ اسلامی، ۱۳۹۳، ۱۰ ج.
ج) زبان
زبانهای باستانی
۳. فرهنگ ریشهشناختی زبان فارسی، تألیف محمد حسندوست، تهران: فرهنگستان زبان و ادب فارسی، گروه نشر آثار، ۱۳۸۱ ۱۳۹۳، ۵ جلد.
د) هنر
معماری و شهرسازی
۴. گذری بر معماری متقدم مسلمانان، تألیف آرچیبالد کمرون کرسول، بازنگری: جیمز الن، ترجمه مهدی گلچین عارفی، تهران: مؤسسه تألیف، ترجمه و نشر آثار هنری، متن، ۱۳۹۳، چهارده، ۴۱۸ ص. مصور.
فیلمنامه
۵. هفت فیلم‌نامه از اصغر فرهادی، نوشته اصغر فرهادی، تهران: نشر چشمه، ۱۳۹۳، ۶۸۸ صفحه، مصور.
ه) ادبیات
ادبیات زبانهای دیگر
۶. نامههای پرتب‌وتاب، خورخه لوئیس بورخس، ترجمه نجمه شبیری، تهران: نشر مشکی، ۱۳۹۳، ۳۷۶ ص. مصور (رنگی).
و) تاریخ و جغرافیا
تاریخ
۷. نامه سرگشاده به اسکندر کبیر، تألیف پییر بریان، ترجمه مهشید نونهالی، تهران: بنگاه ترجمه و نشر کتاب پارسه، ۱۳۹۳، ۲۱۶ ص.
۸. استالین، تألیف ادوارد رادزینسکی، ترجمه آبتین گلکار، تهران: نشر ماهی، ۱۳۹۳، ۶۸۰ ص + ۴۸ ص. مصور.
ز) کودک و نوجوان
علوم و فنون
۹. پستانداران ایران: سگسانان و کفتارها، تألیف علی گلشن، تهران: کانون پرورش فکری کودکان و نوجوانان، ۱۳۹۳، مصور.
کلیات
۱۰. تاریخ ادبیات کودکان ایران: ادبیات کودکان در روزگار نو (۱۳۴۰ ۱۳۵۷)، تألیف محمدهادی محمدی و زهره قایینی، تهران: چیستا، ۱۰جلد، ۱۳۸۱ ۱۳۹۳، مصور.